# Schrei (singel)
Schrei (pol. "Krzycz") – singel grupy Tokio Hotel wydany 25 listopada 2005 roku na albumie o tym samym tytule. 11 grudnia 2007 ukazała się anglojęzyczna wersja utworu, pt. Scream.

## Lista utworów
1. "Schrei"
2. "Schrei (Grizzley Remix)"

### Maxi-singel
1. "Schrei"
2. "Schrei (Grizzley Remix)"
3. "Schwarz"
4. "Beichte"
5. "Schrei (Video) (Data Track)"